# Relaciones Comoras-México
Las naciones de las Comoras y México establecieron relaciones diplomáticas en 2008. Ambas naciones son miembros de las Naciones Unidas.

## Historia
Las Comoras y México establecieron relaciones diplomáticas el 13 de octubre de 2008. Los vínculos se han desarrollado principalmente en el marco de foros multilaterales. 
En noviembre de 2010, el gobierno de Comoras envió una delegación de diez miembros para asistir a la Conferencia de las Naciones Unidas sobre el Cambio Climático de 2010 en Cancún, México.

## Misiones Diplomáticas
- Comoras no tiene una acreditación para México.
- México está acreditado ante Comoras a través de su embajada en Nairobi, Kenia.[3]